# Brettes

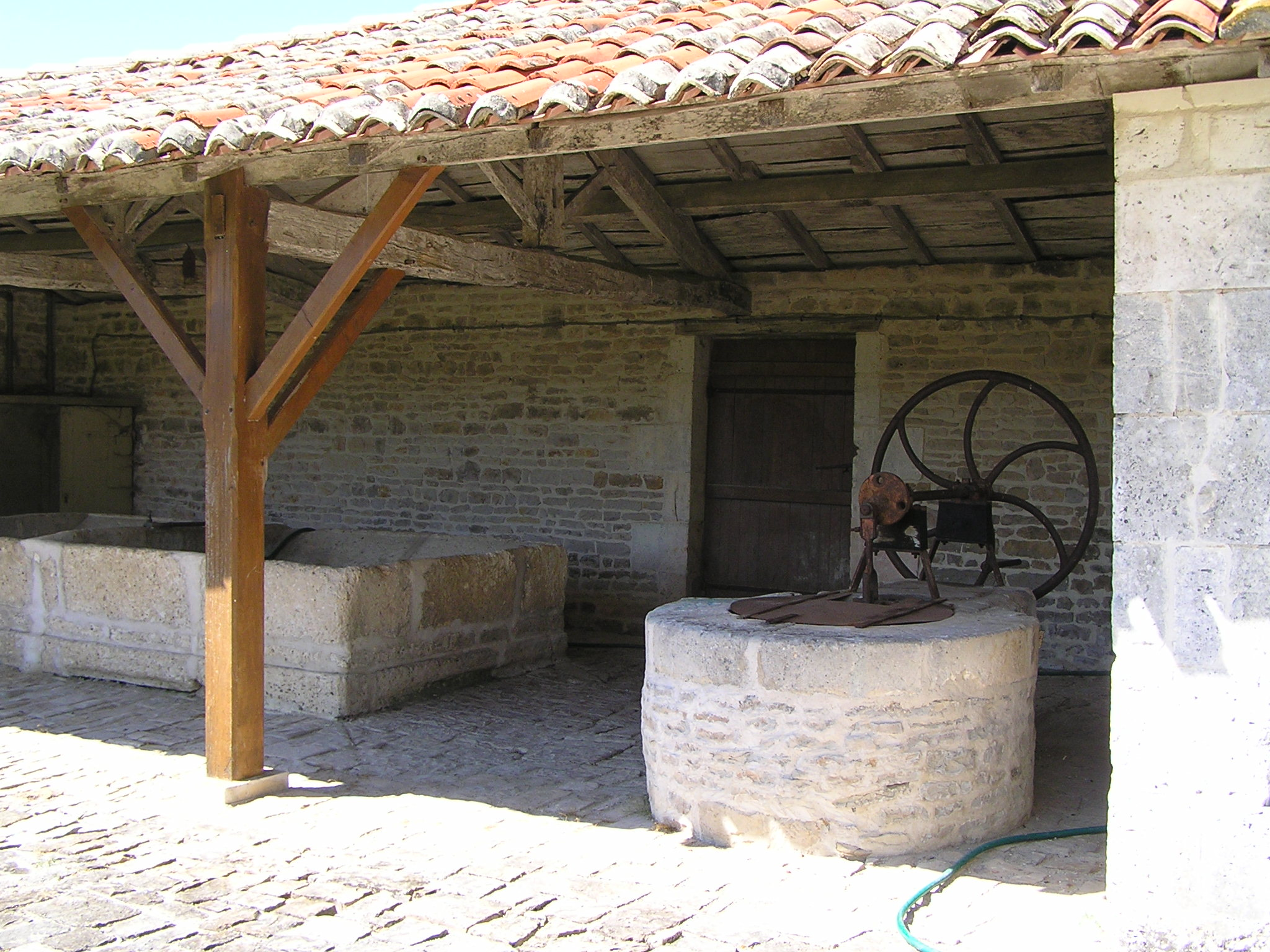
Brunnen und Waschhaus (lavoir)

Brettes (okzitanisch: gleichlautend) ist ein Ort und eine Gemeinde mit 163 Einwohnern (Stand 1. Januar 2022) im westfranzösischen Département Charente in der Region Nouvelle-Aquitaine. Die Gemeinde besteht aus mehreren Weilern und Einzelgehöften.

## Lage
Der Ort Brettes liegt in einer Höhe von etwa 93 m ü. d. M. im Norden der alten Kulturlandschaft des Angoumois in geringer Entfernung zum Département Vienne und damit zur historischen Provinz Poitou. Der Ort ist etwa 50 km (Fahrtstrecke) in nordwestlicher Richtung von der Stadt Angoulême entfernt; bis nach Poitiers sind es rund 80 km in nordöstlicher Richtung. Das Gemeindegebiet liegt in der Ebene von Villefagnan, einem Vogelschutzgebiet von Natura 2000.

## Bevölkerungsentwicklung
| Jahr      | 1800 | 1851 | 1901 | 1954 | 1999 | 2016 |
| Einwohner | 477  | 563  | 358  | 278  | 187  | 176  |

Der kontinuierliche Bevölkerungsrückgang im 20. Jahrhundert ist im Wesentlichen auf die Folgen der Reblauskrise im Weinbau und die zunehmende Mechanisierung der Landwirtschaft zurückzuführen.

## Wirtschaft
Der Ort und seine Umgebung waren jahrhundertelang landwirtschaftlich geprägt; die meisten Menschen lebten als Selbstversorger von den Erträgen ihrer Felder und Gärten; Viehzucht wurde in größerem Umfang betrieben (siehe Ortswappen), da die Böden eher steinig und trocken sind, was die Bearbeitung der Felder erschwert. Im Ort selbst ließen sich auch Handwerker und Kleinhändler nieder. Im ausgehenden Mittelalter und in der frühen Neuzeit wurde der Weinbau vorangetrieben, der jedoch – nach der Reblauskrise im ausgehenden 19. und beginnenden 20. Jahrhundert – heutzutage keine Bedeutung mehr hat.  Seit den 1960er Jahren spielt der Tourismus in Form der Vermietung von Ferienwohnungen (gîtes) eine nicht unbedeutende Rolle im Wirtschaftsleben der Gemeinde.

## Geschichte
In  der Antike gehörte die Region zum Siedlungsgebiet der keltischen Piktonen, die von Caesar im Verlauf des Gallischen Krieges unterworfen wurden. Bei der Flurbezeichnung Les Dunes wurde durch Luftbildaufnahmen ein gallorömisches Landgut (villa rustica) entdeckt. 
Bis ins 19. Jahrhundert hinein gehörte die Kirche des Ortes zum Bistum Poitiers.

## Sehenswürdigkeiten
- Das Langhaus der Pfarrkirche Saint-Cybard stammt noch aus dem 12. Jahrhundert; der Vierungsturm mit seinem auf der Südseite hervortretenden polygonalen Treppenturm und die flachschließende Apsis wurden im 15. Jahrhundert erneuert. Im 19. Jahrhundert wurde die Höhe des Kirchenschiffs reduziert, so dass das Giebelfenster der Westfassade ins Leere führt.
- Von der örtlichen Burg (tour) sind nur noch geringe Reste erhalten.
- Vor der Kirche befindet sich ein sogenannter Totenstein (pierre des morts), ein seltenes Zeugnis mittelalterlicher und frühneuzeitlicher Bestattungspraktiken.
- Ein im 19. Jahrhundert errichtetes Waschhaus (lavoir) und ein Brunnen mit Seilwinde befinden sich am Ortsrand.